# Przemysłowa sieć elektroenergetyczna
Przemysłowa sieć elektroenergetyczna - jest to sieć elektroenergetyczna zasilająca urządzenia zainstalowane w określonym zakładzie przemysłowym. Różni się ona w zdecydowany sposób od sieci miejskiej czy terenowej. Dlatego też projektowaniem tych sieci, ze względu na warunki, w jakich one pracują zajmują się wydzielone biura branżowe. 
Elektroenergetyczna sieć przemysłowa może być zdefiniowana jako zespół elementów służących do przesyłania, przetwarzania i rozdziału energii elektrycznej. Podstawowymi elementami tej sieci są: linie, stacje rozdzielcze i transformatorowe z układami szyn zbiorczych oraz instalacje odbiorcze, oświetleniowe i siłowe. Różne wzajemne powiązanie wymienionych elementów tworzy układy sieciowe powiązane w podsystem elektroenergetyczny. Można przyjąć, że sieć przemysłowa składa się z węzłów i łączących je gałęzi (łuków).
Cechą wyróżniającą sieci przemysłowe w stosunku do sieci miejskich czy terenowych są między innymi struktury napięć sieci. W sieci nn zakładów przemysłowych oprócz ogólnie przyjętego w sieciach rozdzielczych napięcia 0,4 kV mają zastosowanie napięcia 3x0,5 kV i 0,66/0,38 kV. Sieci o napięciu 0,5 kV ulegają stopniowej likwidacji i powszechnie stosowanym napięciem wyższym od 0,38 kV jest napięcie 0,66 kV.